# 长青街道 (娄底市)
长青街道，是中华人民共和国湖南省娄底市娄星区下辖的一个乡镇级行政单位。

## 行政区划
长青街道下辖以下地区：
竹山社区、关家社区、耕塘社区、娄星社区、小花社区、洞新社区、长青社区、扶青社区和甘子冲社区。